# 점구부
점구부(點口部)는 백제의 관서이다.

## 개요
백제의 외관 10부의 중 하나로서 사비 천도 이후에 백제의 호구파악 및 노동력징발 관계 업무를 맡았다.